# Віденський білий кріль
Віденський білий — порода кролів середнього розміру м'ясо-шкуркового напряму.

## Історія
Віденський кролик - одна з найстаріших порід. Дана порода була виведена в Австрії. Віденські білі кролики, це так звана планова порода, виведена в продовження віденському блакитному кролику в 30-х роках XX століття заводчиком Вільгельмом Муком. Для того, щоб вивести цю породу він використовував віденського блакитного кролика і схрестив його з голландськими блакитноокими кроликами. І так він працював над цією ідеєю майже 15 років. Але його старання не пройшли дарма. І вже в 1907 році він представив чудесного віденського білого кролика на особливо великій виставці у Відні. Це був фурор, оскільки вдалося вивести білосніжного кролика з блакитними очима. Уже в 1909 році віденських білих кролів визнає породою Голландія, але тільки після 1970 року до неї приєднуються і деякі інші країни. Так що, як і раніше одні вважають білих особливим різновидом Віденських блакитних, інші - самостійною породою. Що стосується нашої країни, то у нас їх почали розводити близько 80 років тому, а нова хвиля інтересу до даної породи припала на 2010 рік.

## Біологічні характеристики
У кроликів цієї породи міцна конституція; злегка витягнутий, циліндричної форми мускулистий тулуб; коротка і досить велика голова; широкі лоб і морда; м'ясисті, закруглені, суцільно вкриті хутром вуха довжиною до 11,5 см. Вага віденського білого кролика, за стандартом має становити від 4 до 5 кг.
Найголовнішою прикметою породи є їх блакитні очі і абсолютно чистий білий окрас хутра по всьому тілу. Густе глянсове хутро виглядає не просто ошатно, а якось святково, навіть урочисто, особливо в поєднанні з унікальним кольором очей. Хутро їх дійсно абсолютно біле - без єдиного волоска іншого кольору, густе і шовковисте. Воно виглядає настільки шикарно і урочисто, а особливо в поєднанні з унікальним кольором неба очей. Для породи характерна блискуча шкура і чистий білий окрас. Плюс до всього, вони достатньо не примхливі тварини. Також легко кролі пристосовуються до будь-яких умов і різного середовища існування. І незважаючи на їх делікатний вигляд, вони дійсно відрізняються хорошою витривалістю. Віденська біла порода дуже цінується, а щодо інших порід її хутряні властивості виграють за всіма параметрами.

## Різновиди
- Віденський блакитний
- Віденський сіро-блакитний
- Віденський чорний